# Atelognathus reverberii
Atelognathus reverberii es una especie de anfibios de la familia Batrachylidae.

## Distribución geográfica
Es endémica de la provincia de Río Negro, en la Patagonia argentina.

## Estado de conservación
Se encuentra amenazada de extinción por la pérdida de su hábitat natural.